# Стилида
Стилѝда (на гръцки: Στυλίδα, катаревуса: Στυλίς, Стилис) е град в Република Гърция, област Централна Гърция, център на дем Стилида. Градът има население от 5095 души.

## Личности
Починали в Стилида
- Николаос Касомулис (1795 – 1872), гръцки революционер

## Побратимени градове
- Амелия, Италия от 2002 г.